# Lacul Ojos del Salado
Lacul Ojos del Salado este un lac vulcanic situat în muntele Ojos del Salado în partea care se află în Argentina.

## Geografia
Muntele Ojos del Salado din cauza locației sale în apropiere de deșertul Atacama are condiții foarte uscate, cu zăpadă rămasă din timpul iernii doar pe vârf. În ciuda condițiilor în general uscate, lacul Ojos del Salado este un lac permanent.

### Date generale
Lacul are aproximativ 100 de metri în diametru și este situat la o altitudine de 6390 m pe partea de est a Ojos del Salado. Această altitudine face ca lacul să fie lacul situat la cea mai mare altitudine de pe Pământ.